# ETSI EN 301 489
ETSI EN 301 489 és una família de normatives de compatibilitat electromagnètica per a equipament de radiofreqüència i serveis associats que cobreix els requeriments essencials de l'article 3,.1(b) de la directiva europea 2014/53/EU i article 6 de 2014/30/EU.

## Parts de la norma
Es compon de les següents parts:
| Part | Descripció |
| ---- | --- |
| 1    | Requisits tècnics comuns |
| 2    | Condicions específiques per equips de ràdio de busca |
| 3    | Condicions específiques per a dispositius de curt abast (SRD) que operen en freqüències entre 9 kHz i 246 GHz |
| 4    | Condicions específiques per a equips fixos de radioenllaços i equips auxiliars |
| 5    | Condicions específiques per a equips de ràdio mòbil privats i terminals TETRA |
| 6    | Condicions específiques per a equips de DECT |
| 7    | Condicions específiques per a equips de ràdio mòbil portable GSM i equips auxiliars |
| 8    | Condicions específiques per a equips d'estació base GSM terrestre |
| 9    | Condicions específiques per wireless microphones, similar Radio Frequency (RF) audio link equipment, cordless audio and in-ear monitoring devices”;                                                                   |
| 10   | Condicions específiques per equips telefònnics sense fils de primera (CT1 and CT1+) i segona (CT2) generació |
| 11   | Condicions específiques per transmissor de servei d'àudio terrestre |
| 12   | Condicions específiques per estacions terrestres de satèl·lit en la freqüència entre 4 GHz i 30 GHz en el sevei de satèl·lit estàtics (FSS)”;                                                                         |
| 13   | Condicions específiques per Citizens' Band (CB) radio and ancillary equipment (speech and non-speech)”; |
| 14   | Condicions específiques per analogue and digital terrestrial TV broadcasting service transmitters”; |
| 15   | Condicions específiques per equips de ràdio amater comercial |
| 16   | Condicions específiques per equips de comunicacions ràdio analògica, mòbil i portabel |
| 17   | Condicions específiques per sistemes de transmissió de dades de banda ampla (per exemple Wi-Fi) |
| 18   | Condicions específiques per equips terrestres TETRA (sistemes professionals, públic d'emergències, militar) |
| 19   | Condicions específiques per estacions terrestres de ràdio mòbil (ROMES) operant a la banda de 1,5 GHz |
| 20   | Condicions específiques per estacions terrestres de mòbil (MES) usades en serveis de satèl·lit mòbil (MSS) |
| 22   | Condicions específiques per equips de ràdio fixos i aeronàutics mòbils de VHF |
| 23   | Condicions específiques per IMT-2000 CDMA, Direct Spread (UTRA and E-UTRA) Estacions base (BS) radio, repetodors i equips auxiliars                                                                                   |
| 24   | Condicions específiques per IMT-2000 CDMA Direct Spread (UTRA and E-UTRA) per a equis ràdio mòbils i auxiliars |
| 25   | Condicions específiques per CDMA 1x estacions mòbil d'espectre eixamplat i auxiliars |
| 26   | Condicions específiques per CDMA 1x estacions dase mòbil d'espectre eixamplat i auxiliars |
| 27   | Condicions específiques per Ultra Low Power Active Medical Implants (ULP-AMI) and related peripheral devices (ULP-AMI-P)”;                                                                                            |
| 28   | Condicions específiques per enllaços de vídeo digital sense fils |
| 29   | Condicions específiques per dispositius mèdics de dades (MEDS) operant de 401 MHz a 402 MHz i 405 MHzao 406 MHz |
| 31   | Condicions específiques per equipment en les bandes 9 kHz a 315 kHz per implants mèdics de baixa potència (ULP-AMI) i dispositois auxiliars (ULP-AMI-P)”;                                                             |
| 32   | Condicions específiques per aplicacions ràdar terrestres |
| 33   | Condicions específiques per dispositius de gran amplada de banda (UWB) |
| 34   | Condicions específiques per fonts d'alimentació externes per a telèfons mòbils (per exemple carregadors USB). |
| 35   | Condicions específiques per implants mèdics actius de baixa potència (LP-AMI) operane de 2 483,5 MHz fins 2 500 MHz                                                                                                   |
| 50   | Condicions específiques per estacions base de comunicacions cel·lulars (BS), repetidors i equips auxiliars |
| 51   | Condicions específiques per dispositius radar de vigilància i automotrius usant 24,05 GHz a 24,5 GHz o 76 GHz a 81 GHz”;                                                                                              |
| 52   | Condicions específiques per equips de ràdio portable.mòbil i auxiliars (UE) de sistemes de telecomunicació ràdio cel·lular GSM i DCS, IMT-2000 CDMA espectre eixamplat (UTRA and E-UTRA) i CDMA 1x espectre eixamplat |